# Микаэльян, Карп Авдеевич
Карп Авдеевич Микаэльян (14 апреля 1903— 30 декабря 1985) — советский сурдопедагог.

## Биография
Родился в многодетной армянской семье, рано потерял отца, начиная с подросткового возраста, заботился обо всей семье.
В 1926 году окончил факультет общественно-исторических наук Северокавказского университета, в 1930 году окончил экономический факультет Московского института народного хозяйства им Г. В. Плеханова.
Продолжил обучение в аспирантуре Высшего педагогического института прикладной экономики, но учёбу пришлось прекратить, в связи с болезнью — на практике в Казахстане заболел энцефалитом и потерял слух.
После потери слуха К. А. Микаэльян поступил на курсы чтения с губ, где познакомился с основоположником российской сурдопедагогики Ф. А. Рау . Во время обучения на курсах у него появилась идея об организации на базе курсов специального учебного заведения.
В 1933 году К. А. Микаэльян становится директором организованного им с группой слабослышащих специалистов Московского слухоречевого учебно-лечебного комбината для лиц с недостатками слуха и речи, который входил в состав школы рабочей молодёжи повышенного типа, курсов по подготовки чертёжников-конструкторов, счётных работников и статистиков, курсов чтения с губ и поликлиники по лечению расстройств слуха и речи. С 1939 по 1985 год К. А. Микаэльян был директором школы № 30 для слабослышащих детей.  (недоступная ссылка) Школа располагалась во дворце на улице Покровка дом № 22. В течение 24 лет К. А. Микаэльян был директором средней школы рабочей молодёжи для лиц с недостатками слуха и речи № 197. В годы Великой Отечественной войны школа была эвакуирована, для сохранения жизни детей он организовал хозяйство в посёлке, где находились дети.
После окончания войны Микаэльяну сказали, что старшие дети нужны колхозу, но Микаэльян сказал: я их привез, я их и увезу! Что я скажу их родителям? После того, как дети вернулись из эвакуации, Микаэльян ещё год оставался директором колхоза.
После возвращения в Москву Микаэльян продолжил руководить школой. Он добился переселения школы в Сокольники, активно участвовал в строительстве школы в Сокольниках.

## Вклад в развитиесурдопедагогики
Начиная с 1930 годов, К. А. Микаэльян являлся одним из ведущих организаторов системы обучения и воспитания слабослышащих детей в Москве. Организованный им в 1933 году Слухоречевой комбинат за несколько лет вырос в крупное лечебно-педагогическое заведение, в котором обучалось свыше 500 человек, а поликлиника ежедневно обслуживала более 300 человек. Среди работавших в комбинате были ведущие отечественные отолярингологи, сурдопедагоги и логопеды: Б. С. Преображенский, Ф. А. Рау, Е. Ф. Рау.,А. И. Метт, М. П. Суворова, М. Г. Генинг, Р. Я. Евгенева и др.
Главным делом в жизни К. А. Микаэльяна была организация работы в школе-интернате № 30 для слабослышащих и позднооглохших детей, которой он руководил 46 лет с первого сентября 1939 года. Из этой школы выросли другие учебное заведения для слабослышащих детей в Москве: в 1959 году — восьмилетняя школа № 28 для детей с недостатками речи; в 1970 году восьмилетняя школа -интернат № 10 для слабослышащих детей; в 1975 году — восьмилетняя школа-интернат № 22 для слабослышащих детей; в 1987 году — школа-интернат № 52 для слабослышащих детей.
К. А. Микаэльян сделал из школы № 30 крупнейшую в стране школу-интернат для слабослышащих детей. Школа имеет 2 четырёх этажных корпуса. В период существования школы в СССР в ней побывали специалисты из 61 страны мира. В 1965 году по инициативе К. А. Микаэльяна на территории школы-интерната № 30 был построен специальный детский сад для слабослышащих детей, в котором с 3 летнего возраста велась работа по воспитанию слабослышащих дошкольников.

## Семья

Могила К. А. Микаэльяна

- Жена — Мария Алексеевна Микаэльян (1907—1989).
  - Дочь — Элеонора Карповна Микаэльян (1935—2013), филолог, преподаватель русского языка как иностранного.
  - Сын — Александр Карпович Микаэльян (1936—2006).

## Память
Похоронен на новом Кунцевском кладбище.
В 2003 году, к его 100-летию, в вестибюле нового здания школы был установлен бюст К. А. Микаэльяна, выполненный глухим скульптором Айдыном Алиевым.